# アレクサンドラ・エクステル
アレクサンドラ・エクステル（ロシア語: Алекса́ндра Алекса́ндровна Эксте́р、ウクライナ語: Олекса́ндра Олекса́ндрівна Е́кстер、Alexandra Exter、1882年1月18日 – 1949年3月17日）は、ロシア帝国出身の画家、デザイナーである。パリ、キーウ、モスクワなどを拠点とし活躍、ロシア・アヴァンギャルドの発展に貢献した。絵画、舞台美術に作品が多い。
作風は印象主義からキュビスム、立体未来主義を経て、無対象芸術へと変化した。当初は都市風景を描いていたが、幾何学的な形態の抽象画、静物画、さらにより複雑な抽象的都市風景へと移行していった。パブロ・ピカソ、ジョルジュ・ブラックのキュビスムとは異なり明るい色彩を積極的に取り入れたため、彼らの批判を浴びることもあった。シュプレマティスム、ロシア構成主義とも関わりを持った。

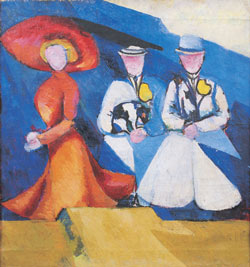
三人の女性の肖像（1909–1910年）、油彩

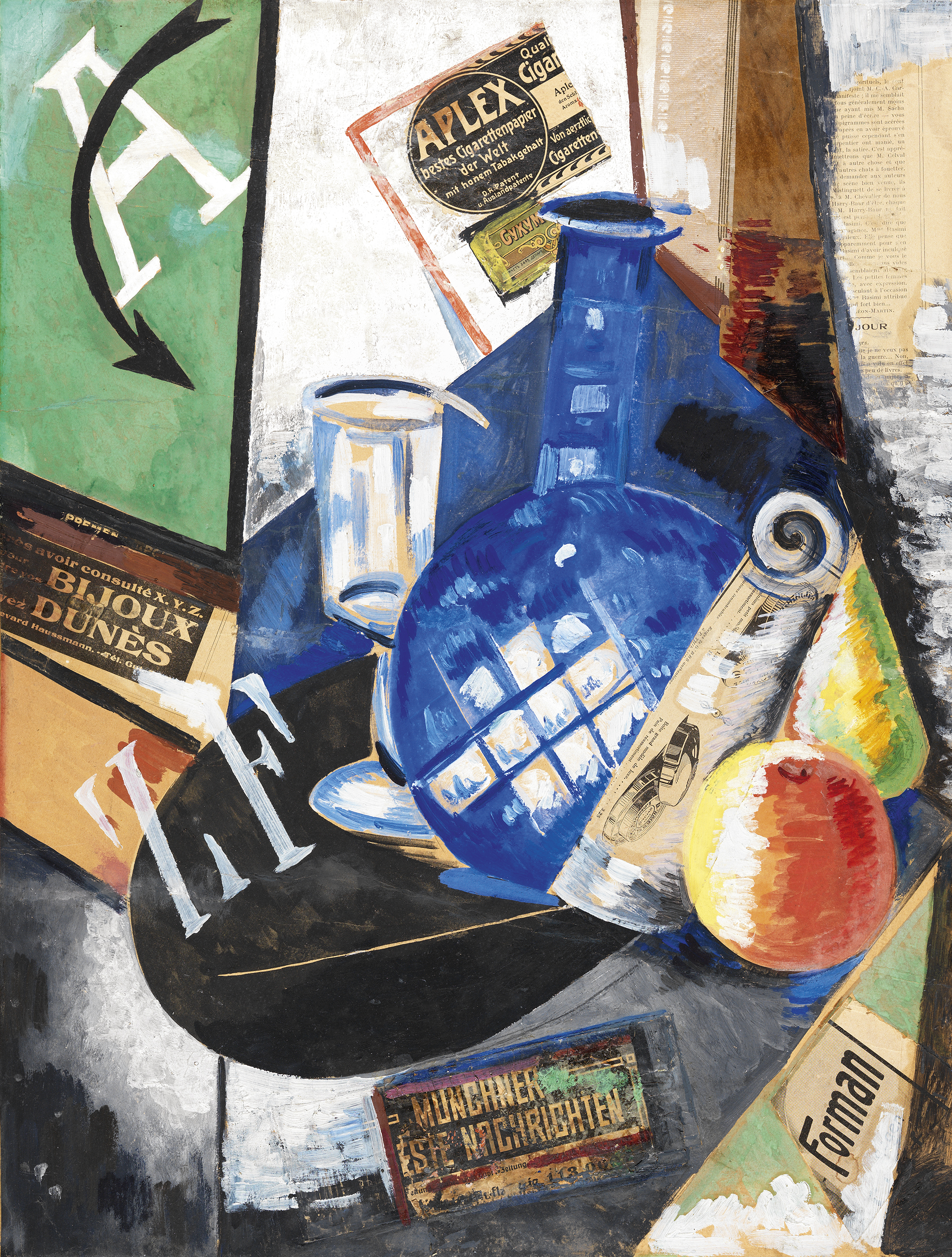
静物（1913年）

## 生涯

### 幼少期
1882年、ロシア帝国グロドノ県ビャウィストク（現在はポーランド）の裕福な家庭に生まれる。出生名はアレクサンドラ・アレクサンドロヴナ・グリゴローヴィチ（Александра Александровна Григорович）。父親アレクサンドルはベラルーシ出身の実業家で、母親はギリシャ人であった。
1886年、家族とともにキーウに移住。
1901年、キーウ美術学校に進学。ニコライ・ピモネンコのレッスンを受けた。学友にアレクサンダー・ボゴマゾフ、アレクサンダー・アーキペンコ、 アリスタルフ・レントゥーロフがいた。1906年に卒業。
1907年、パリを訪れ、ギヨーム・アポリネールを通じてパブロ・ピカソ、ジョルジュ・ブラックと会う。ちょうど『アビニヨンの娘たち』が完成したこの年、キュビスムに触れたことによりエクステルは作風をそれまでのものから大きく変えることとなった。短期間ではあるがモンパルナスのグランド・ショミエール芸術学校でも学んだ。
1908年、弁護士のニコライ・エフゲニエヴィッチ・エクステルと結婚、キーウに居を構えた。パリでの体験、ピカソやブラックの実験的作品を語るエクステルのもとに多くの芸術家が集まった。アトリエにはヴァディム・メラー、アナトリー・ペトリツキー、パヴェル・チェリチェフ、ウラジミール・バラノフ＝ロシネらがいた。また、詩人のアンナ・アフマートヴァ、イリヤ・エレンブルグ、オシップ・マンデリシュターム、ダンサーのブロニスラヴァ・ニジンスカらが訪れた。

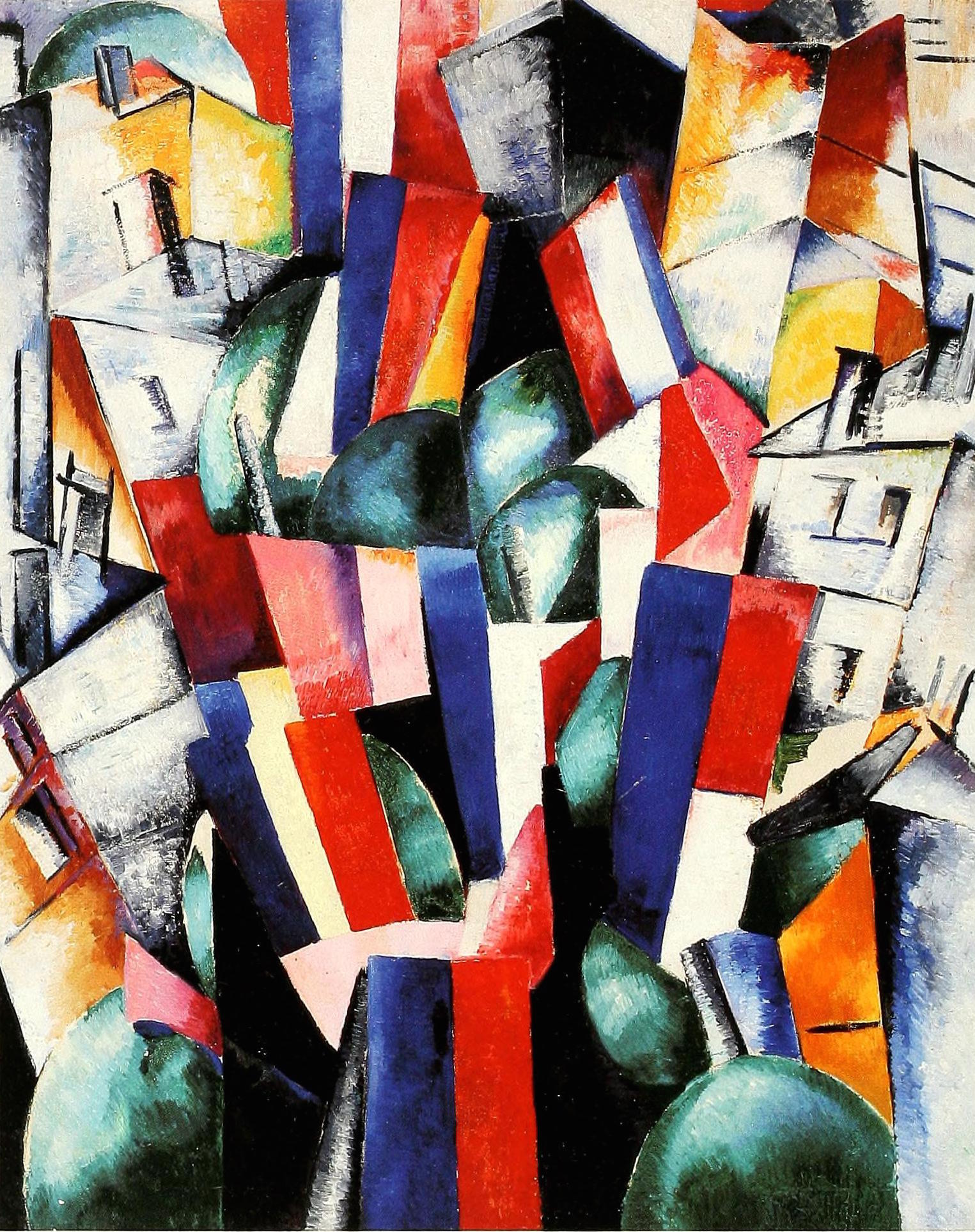
街（1913年）

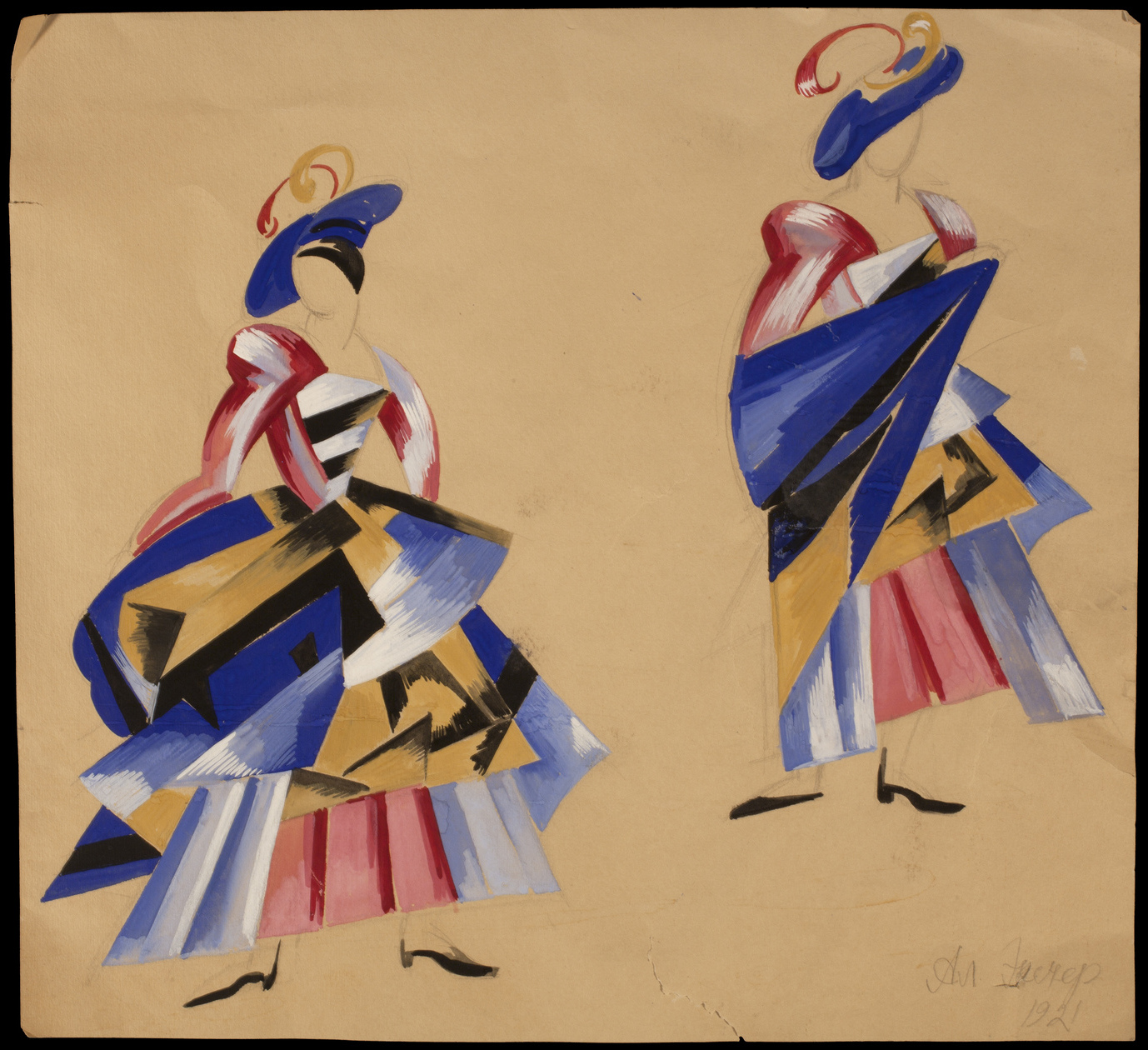
ロミオとジュリエットのための衣装デザイン（1921年）M.T. Abraham Foundation提供

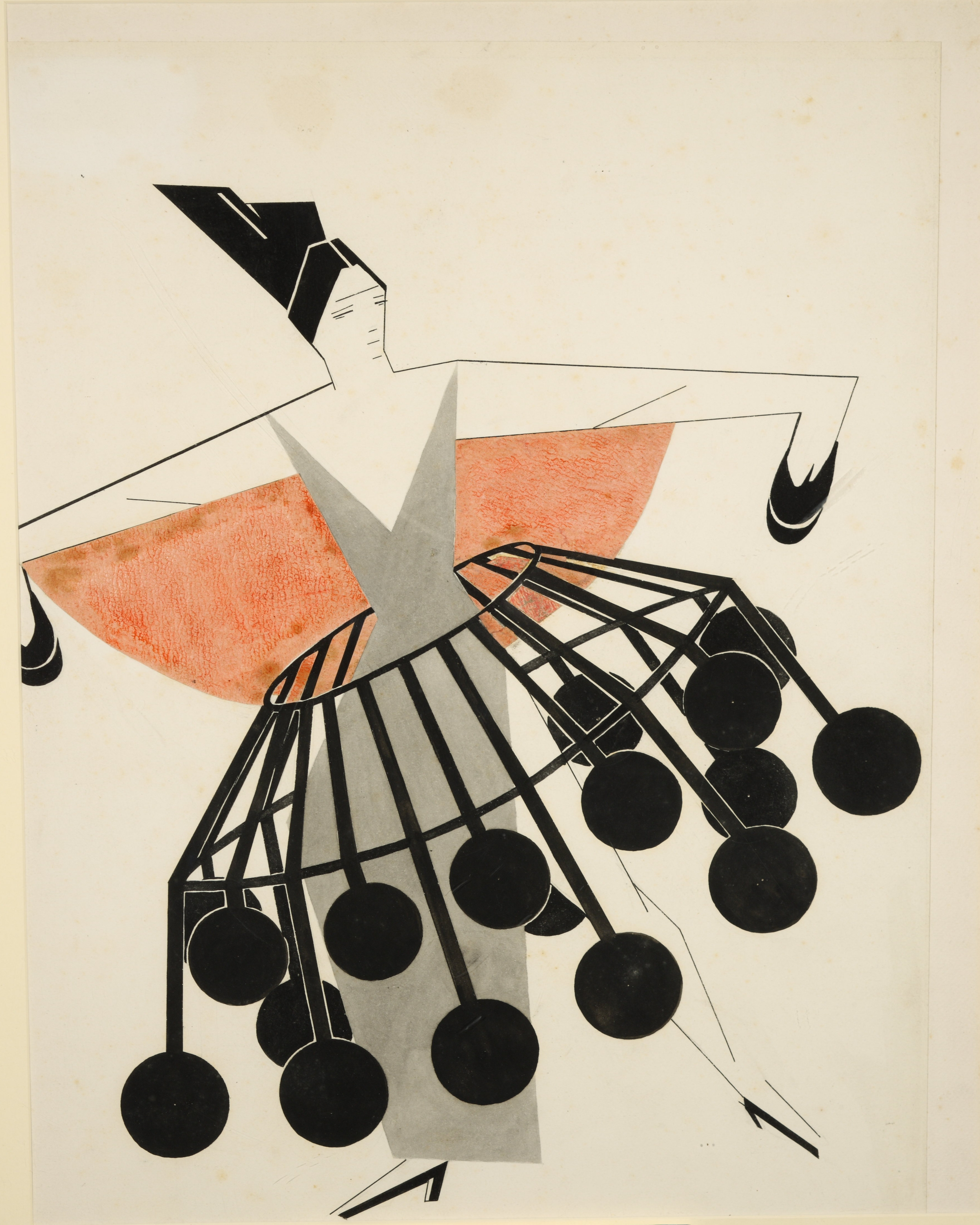
フィジマ（ベルチュガダン）付きスカートの女性の衣装スケッチ（1924年）

### 画家デビュー
1908年、初の展覧会をサンクトペテルブルクとキーウで開いた。特にダヴィド・ブルリュークが主催したキーウでの展覧会は反響が大きく、ロシアの近代絵画の一里塚となった。またダヴィド・ブルリューク、ウラジーミル・ブルリューク兄弟らのグループ「ズヴェノー」メンバーとともに展覧会を開いた。
1909年にパリに拠点を構えた。キュビスムの影響を受けるとともに、フィリッポ・マリネッティ、ジョヴァンニ・パピーニらを通じてイタリアの未来派思想に触れた。
1912年10月、ジャン・メッツァンジェ、アルベール・グレーズ、マルセル・デュシャンらピュトー・グループが主催する展覧会「セクション・ドール」に出展した。
1914年にはカジミール・マレーヴィチ、アレクサンダー・アーキペンコ、ヴァディム・メラー、ソニア・ドローネーらフランス・ロシアの画家たちとともにパリのアンデパンダン展に参加した。同年4月から5月にかけて、アーキペンコ、ニコライ・クリビン、オリガ・ロザノワらとローマで展覧会を開催した。

### 多方面への展開
1914年、ヴェルボフカの伝統的縫製工場とのコラボレーションに携わることとなった。伝統工芸と実験的美術の融合の試みであり、ニーナ・ゲンケ＝メラーをチーフとして、カジミール・マレーヴィチ、ナデジダ・ウダルツォワ、リュボーフィ・ポポーワ、オリガ・ロザノワ、イワン・プーニー、クセニヤ・ボグスラフスカヤ、イヴァン・クリューンら多くのシュプレマティスムのアーティストが参加した。1915年にはモスクワで『ロシア南部の近代装飾芸術』と題する展覧会を開催、有名な展覧会『0.10』に先んじてシュプレマティスムを世に提示することとなった。
1915年、ロシア・アヴァンギャルドのグループ「Supremus」に参加した。
1916年よりアレクサンドル・タイロフのカメルニ劇場で舞台美術に協力。1916年の『ファミラ・キファレド Фамира-кифарэд』（インノケンティー・アンネンスキー作）、1917年の『サロメ』（オスカー・ワイルド作）をデザインし高く評価された。
1918年、夫をコレラで失った。
1918年から1920年までキーウにワークショップを開設、ヴァディム・メラー、アナトリー・ペトリツキー、クリメント・レディコらが参加した。この時期の教え子に映画監督のグリゴーリ・コージンツェフ、セルゲイ・ユトケーヴィッチ、アレクセイ・カプレルがいる。
1919年、革命を祝う式典のため、クリメント・レディコやニーナ・ゲンケ＝メラーとともにキーウとオデッサの通りの抽象絵画的装飾に参加。また、ヴァディム・メラーとブロニスラヴァ・ニジンスカのバレエ・スタジオで衣裳デザイナーを務めた。
1920年、モスクワに転居。舞台美術に多く携わった。工業製品とのコラボレーションや赤軍の制服のデザインも担当した。この年、エクステルは再婚した。
1921年、モスクワで開催された「5×5=25」展に他のロシア構成主義作家らとともに作品を出展した。また同年より、モスクワの国立芸術学校ヴフテマスで色彩に関する初等科コース責任者として指導した。
1923年、ヴェラ・ムーヒナと共に、全ロシア農芸工芸博覧会でイズベスチヤ紙のパビリオンのデザインを手掛けた。

### パリへの移住
1924年、パリに転居した。ロシアとの関係を絶つことはなく、この年、ロシア初のSF映画といわれる『アエリータ』（ヤーコフ・プロタザノフ監督）で衣装デザイン、美術を担当した。
1925年のパリ万国博覧会では、ソ連館の設営に携わった。
1926年から1930年まで、フェルナン・レジェの美術学校で教鞭をとった。
1936年、パリで個展を開いた。この年より子供向け絵本の制作、イラスト提供を行った。
1949年3月17日、フォントネー＝オー＝ローズで死去。

### 死後
パリへの移住以降は際立った作品が出ず、死後次第にその名を忘れられていったエクステルであったが、1970年代にパリ、ニューヨーク、西ベルリン、ワシントンで記念展が開催され、1980年代以降もモスクワ、サンクトペテルブルクでたびたび回顧展が開かれるなど再評価が進んでいる。
2009年にフランスのトゥールで行われたエクステルの回顧展では、出品作のほとんどが贋作であることが判明し急遽中止となる騒動があった。

## 作風
エクステルは特定の運動に縛られないアバンギャルドで実験的な女性芸術家であった。独自のスタイルを生み出すために多くのものから吸収した。シュプレマティスム、ロシア構成主義同様に、アール・デコ運動からも強い影響を受けている。
構図、テーマ、色使いに活気と遊び心があり、ドラマティックで演劇的。リズミカルで活発なコンポジションによって、あたかも運動エネルギーを帯びているかのように色彩の自由な構造を際立たせた。純粋な色彩と幾何学的平面が相互作用し、全体としてダイナミズムと空間の複雑な相互作用効果を生み出している。

## ギャラリー

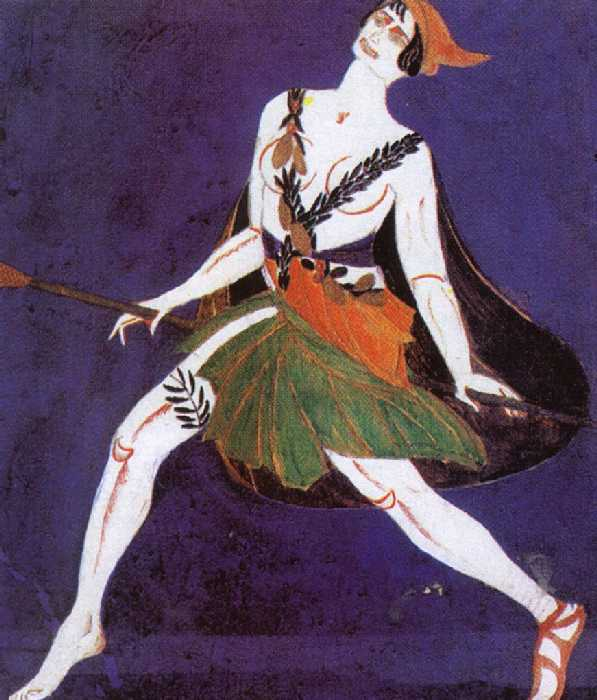
マイナス（ギリシア神話）（1916年）
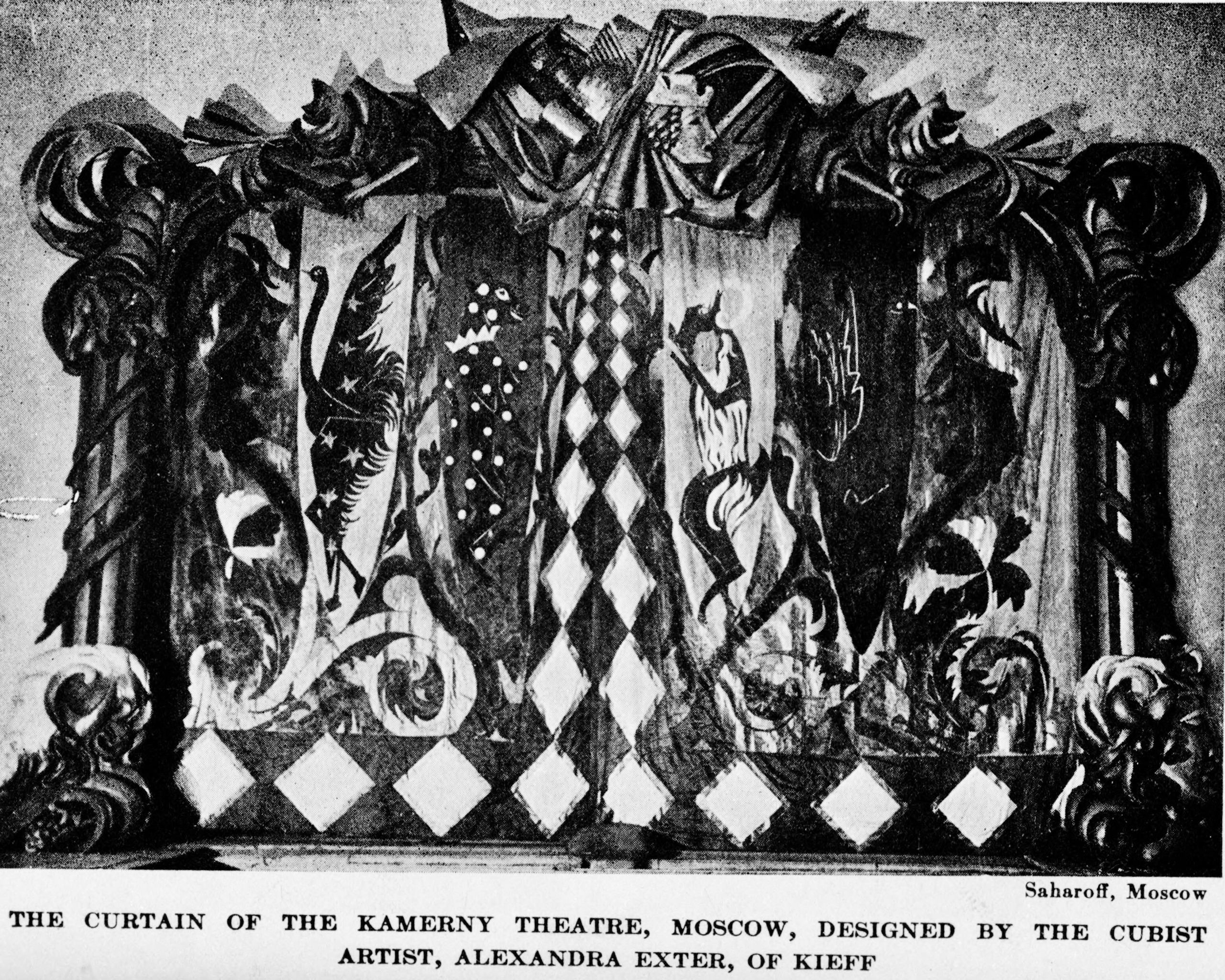
モスクワのカメルニ劇場のカーテン（1922年）
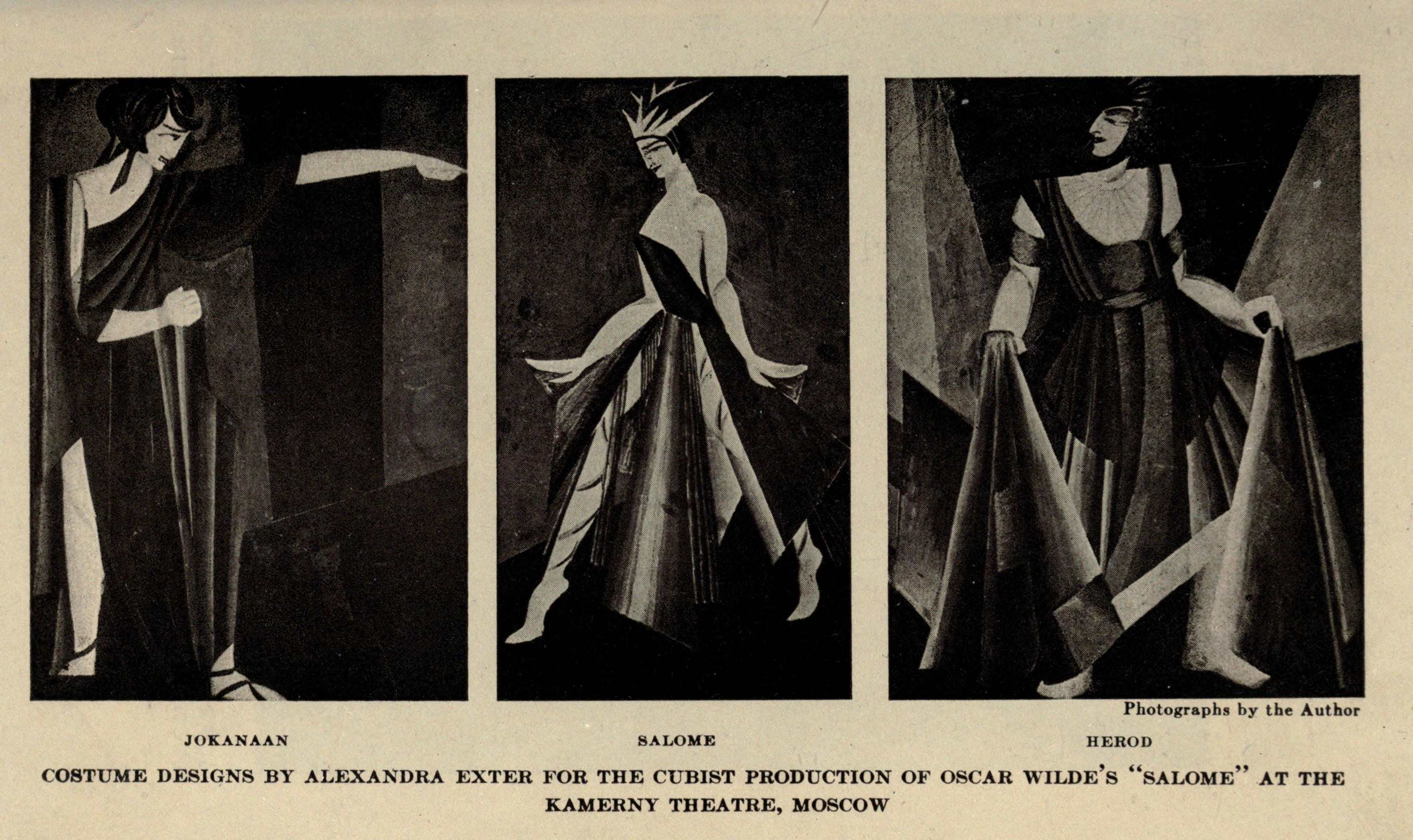
オスカー・ワイルド作『サロメ』のための衣装デザイン（1922年）